# Protosphargis veronensis
Protosphargis veronensis — єдиний вид вимерлих черепах роду Protosphargis родини Безщиткові черепахи. Отримала назву на честь м. Верони (Італія), де вперше була знайдена. Мешкала близько 70 млн років тому.

## Опис
Загальна довжина панцира досягала 2,5—3 м. Спостерігався статевий диморфізм: самиці були більшими за самців. Голова була велика, доволі дзьобаста. На з'єднані шиї із тулубом присутні зубоподібні вирости. Не мала кістяного панцира, а лише дуже товсту шкіру. Позбавлена рогових щитків. Тулуб був доволі обтічний. Кінцівки ластоподібні. Передні при цьому були набагато більшими за задні.

## Спосіб життя
Полюбляла прибережні райони, мілину. Більшу частину життя проводила у воді. Виходила на берег лише, щоб відкласти яйця. Чудово плавала. Живилася рибою, медузами, водними безхребетними, морськими рептиліями.
Самиця відкладала яйця на березі моря, зариваючи їх у пісок.

## Розповсюдження
Мешкали на території сучасної Європи, північної Африки та Близького Сходу.